# 서정순 (1835년)
서정순(徐正淳, 1835년 ~ 1908년)은 조선, 대한제국의 문신이다. 본관은 대구, 자는 원중(元中), 시호는 효문(孝文)이다. 증조할아버지는 서무수(徐懋修), 할아버지는 서유돈(徐有敦), 할머니는 윤광부(尹光孚)의 딸 파평 윤씨(坡平尹氏), 아버지는 행용양위부사과 서긍보(徐兢輔)이고, 어머니는 윤계열(尹棨烈)의 딸 해평 윤씨(海平尹氏)이며, 부인은 조철림(趙徹林)의 딸인 양주 조씨(楊州趙氏)이다.

## 생애
서정순은 1871년(고종 8년)-1875년(고종 12년) 사이에 정시문과(庭試文科)에 병과(丙科)로 급제하였고, 검열(檢閱 - 정9품), 공조참의(工曹參議 - 정3품), 동부승지(同副承旨 - 정3품) 관직을 거쳐 대사간 (大司諫 - 정3품)을 되었다. 14년 후 형조참판(刑曹參判 - 종2품), 이조참판(吏曹參判 - 종2품), 경주부윤(慶州府尹 - 종2품), 여주목사(驪州牧使 - 정3품)와, 이천부사(伊川府使)를 역임하였다. 1889년(고종 26년) 1895년(고종 32년)까지는 도승지(都承旨 - 정3품), 대사성(大司成 - 정3품), 형조판서(刑曹判書 - 정2품), 예조판서(禮曹判書 - 정2품), 그리고 사은정사(進賀兼謝恩正使)되어 청나라에 다녀왔다. 그 뒤 함경도관찰사(咸鏡道觀察使 - 종2품), 공무대신(工務大臣), 중추원의관(中樞院議官), 빈전제조(殯殿提調), 시종원경(侍從院卿), 강원도관찰사(江原道觀察使 - 종2품)와 함경남도관찰사(咸鏡南道觀察使) 관직을 지냈다.
1898년(광무 2년)-1908년(융희 2년) 여러 관직을 역임하였다. 의정부찬정(議政府贊政 - 정2품), 임시서리의정을 지냈고, 박정양내각(朴定陽內閣)의 법무대신(法務大臣) 겸 고등재판소재판장이 되었다. 이때 만민공동회(萬民共同會) 출석하여 채택한 의안 11조에 찬성하고 왕에게 올리는 헌의6조(獻議六條)에 서명하는 등 적극 참여하다가 면관되었다.
후에 법규교정소의정관(法規校正所議定官)이 되어 대한국국제(大韓國國制)와 태의원경(太醫院卿) 특진관을 역임하였으며, 장례원경(掌禮院卿)와 표훈원의정관(表勳院議定官)을 지냈다. 그 뒤 표훈원의정관(表勳院議定官), 중추원찬의(中樞院贊議), 표훈원내관과 중추원의장이되었으며 1908년에는 규장각제학을 지냈다.

## 가족 관계
- 고조할아버지: 서명균(徐命均
  - 증조할아버지: 서무수(徐懋修)
    - 할아버지: 서유돈(徐有敦)
      - 아버지: 서긍보(徐兢輔)
      - 어머니: 윤계열의 딸
      - 부인: 조철림의 딸